# Джон Маккинли
Джон Маккинли (на английски: John McKinlay) е шотландски изследовател на Австралия.

## Ранни години (1819 – 1861)
Роден е на 26 август 1819 година в Сандбанк, в долината на река Клайд, Шотландия, трети син в семейството на търговеца Дугалд Маккинли и съпругата му Катрин Маккелър. През 1836 г., заедно с по-големия се брат Александър, емигрира в Нов Южен Уелс. До 1840 работят във фермата на чичо си, който е емигрирал по-рано, след което Джон напуска и се заселва близо до границата с щата Южна Австралия, където закупува земя и започва сам да я обработва. Заедно със земеделската работа започва живо да се интересува от живота на аборигените в района, научава техния език, начина им на живот и умения, които по-късно му помагат изключително много по време на неговите пътешествия.

## Експедиционна дейност (1861 – 1863)

### Търсене на експедицията на Робърт О'Хара Бърк (1861 – 1862)
През август 1861 г. парламентът на Южна Австралия организира експедиция за търсене на пропадналия без вест Робърт О'Хара Бърк и за неин водач е избран Джон Маккинли.
На 16 август 1861 г., заедно с девет души, 70 овце, два фургона и четири камили, експедицията потегля от Аделаида. Отрядът достига до река Купърс Крийк, където от аборигените узнават, къде е гробът на Грей, един от участниците в похода на Бърк. Скоро след това са намерени останките на Робърт О'Хара Бърк и Уилям Джон Уилс.
Експедицията продължава на север, открива река Дайамантина и на 20 май 1862 достига само на 8 км от залива Карпентария, без да успее да стигне до самия залив поради гъстата мангрова растителност. Групата поема на изток и след 1200-километров изтощителен поход на 2 август 1862 достига до крайбрежието на Тихия океан при Порт Денисън. Оттам експедицията се завръща с кораб в Аделаида, като всички участници получават парични премии от правителството на щата, Маккинли – £ 1000 и златен часовник от Британското Кралско географско дружество.

### Експедиция в Северна територия (1863)
През януари 1863 Маккинли се жени за дъщеря на свой стар приятел, но скоро отново тръгва в изследователски походи. През септември 1863 ръководи експедиция до Северна територия, където открива отлични пасбища за развитие на животновъдство. Съобщава за благоприятните условия за построяване на селище в най-северната част на Австралия, където скоро след това възниква град Порт Дарвин.

## Следващи години (1863 – 1872)
След завръщането си от Северна територия, Маккинли, заедно със семейството си, се установява във ферма в град Голер, недалеч от Аделаида, където умира на 31 декември 1872 година на 53-годишна възраст.